# العلاة

تعديل مصدري - تعديل

العلاة هي إحدى قرى عزلة سرار بمديرية سرار التابعة لمحافظة أبين، بلغ تعداد سكانها 263 نسمة حسب تعداد اليمن لعام 2004.